# Finn Zetterholm

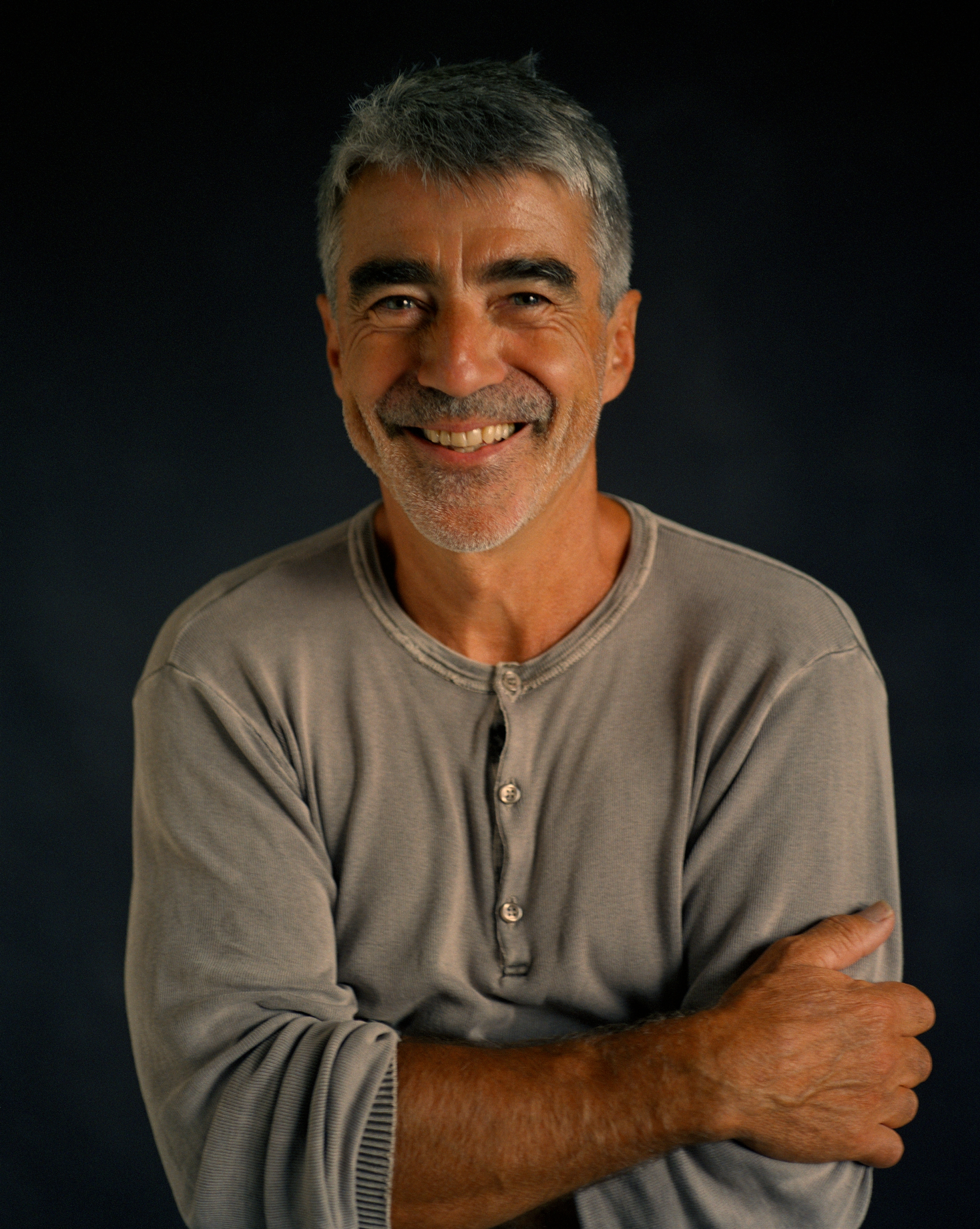
Finn Zetterholm

Finn Zetterholm (* 4. August 1945 in Täby, Stockholms län) ist ein schwedischer Liedermacher und Schriftsteller.

## Leben
Zetterholm wuchs als Sohn des Schriftstellerehepaares Tore und Gertrud Zetterholm in Sigtuna auf. Schon als Jugendlicher begann er Novellen und Gedichte zu schreiben. Das erste, 1965 geschriebene Lied Bön till mina föräldrar („Gebet an meine Eltern“) handelt von einem Kind, das gegen die wilden Feste seiner Eltern protestiert. Schon zu diesem Zeitpunkt reifte die Idee für den Titel seiner ersten Platte Visor i trotzåldern („Lieder im Trotzalter“). Sie wurde zusammen mit Staffan Atterhall und Bengt Sändh produziert. Zetterholm gehörte zu den ersten Liedermachern, die auf dem Liederprahm Storken auftraten, der von 1962 bis 1969 das Zentrum für die wachsende schwedische Liedermacherbewegung darstellte. Das Schiff war in Stockholm vertäut und diente als Jazz-Klub. Zusammen mit Bengt Sändh tourte er durch Schweden und fiel durch seine frechen und vorlauten Liedtexte auf. Öffentliche Aufmerksamkeit erregte ihr Mitwirken in Ulf Thoréns Fernsehserie Hvar 14:e dag. Liefen ihre Songs auf Radio Schweden, mussten sie häufig abgebrochen werden, da sie der schwedischen Rundfunkkommission gemeldet wurden. Mit Sändh nahm Zetterholm drei weitere Platten mit eigenen Liedern auf. Für Lars Molins Filmkomödie Baddjävlar (1971), die ein großer Erfolg im schwedischen Fernsehen wurde, schrieben sie die Filmmusik und übernahmen eine Rolle. Von 1969 bis 1970 nahm Zetterholm eine Platte mit Liedern des Arbeiterdichters Joe Hill auf. In den frühen 1970er Jahren moderierte viele Kinderprogramme in Funk und Fernsehen.
Von 1969 bis 1971 war er als Forscher im schwedischen Liedgutarchiv angestellt, legte gleichzeitig sein Diplom ab und beschäftigte sich mit vergessenen Liedergenres. Daraus resultierte die Platte Lillfar & Lillmor („Kleinpapa und Kleinmama“) mit Kinderweisen (zusammen mit Mari Selander) und Folklår („Folklore“) mit „bösen Weisen“ (zusammen mit Bengt Sändh). Folklår wurde ein Skandalerfolg und war zur Aufführung im Radio verboten. Aufgrund des öffentlichen Interesses wurden in Konsum-Verkaufsstellen etwa 100.000 Exemplare der LP verkauft.
Zetterholm wirkte außerdem am Radiokabarett Kabaret öppen kanal mit. Die Fernsehversion dieses Kabaretts rief einen weiteren Skandal hervor und musste nach einigen Folgen eingestellt werden. Daraufhin wichen die Produzenten auf zwei Bühnenkabaretts aus, die ein großer Erfolg wurden. Viele der besten Songs dieser Aufführungen finden sich auf der Platte Längtans blåa elefant, die zusammen mit dem Kabarettorchester eingespielt wurde. Zetterholm schrieb eine große Anzahl von Liedern und Sketchen für verschiedene Bühnen wie die des Stadttheaters Uppsala, sowie hunderte Songs für tagesaktuelle Nachrichtenmagazine in Radio und Fernsehen. Er produzierte zusammen mit Pierre Ström für das Riksteatern ein Stück über Carl Michael Bellman mit dem Titel En gång där en källa flöt.
Neben seiner Tätigkeit als Liedermacher arbeitete Zetterholm auch als Autor von bisher (2012) zehn Kinderbüchern, zwei Lesebüchern und Anthologien. Lydias hemlighet („Lydias Geheimnis“) wurde in sechs Sprachen übersetzt und erhielt Preise in Italien und den Niederlanden. Daneben veröffentlichte er zahlreiche Kulturartikel, Kommentare und Chroniken in Tagespresse und Radio.

## Werke

### Diskografie
- Visor i trotzåldern (1964, LP)
- Visor ur wrångstrupen (1965, LP)
- Hemtjörda visor (LP 1969 und CD 1990)
- OBS! Täxten (1969, LP)
- Världens Minnsta LP (1971, LP)
- Folklår, våra allra fulaste visor (LP 1975 und CD 1994)
- Längtans blåa elefant (1977, LP)
- Rune Andersson & Finn Zetterholm sjunger om berusning: sånger om droger (1981, LP)
- Jubileumsblandning (1985, CD)
- Flashback (1995, CD)
- Snus, Mus och Brännvin (1996, CD)
- Teckentydaren (1998, CD)

### Bücher
- Visor i trotzåldern (1966)
- Obs. Täxten (1972)
- Kanonsånger (1981)
- Antons årsbok barnbok (1985)
- Rock-Sussie barnbok (1990)
- De tre musketöserna barnbok (1991)
- De tre musketöserna slår till barnbok (1993)
- Boken om Bellman barnbok (1993)
- Virvelvisor (1993)
- Här i staden barnbok (1995)
- Klara hela dagen barnbok (2000)
- Katja, Katja barnbok (2002)
- Lydias hemlighet (2002)
- Lydia och tigerns gåta (2010)

### Anthologien
- Svensk folkpoesi (1971)
- Svenska folkvisor (1975)
- Roliga barnvisor (1986)
- Roliga lekar (1993)

## Preise und Auszeichnungen
- Evert-Taube-Stipendium 1996
- Fred-Åkerström-Stipendium 1997
- Liedermacherpreis der Nils-Ferlin-Gesellschaft 2004